# Хьюз, Майкл (серийный убийца)
Майкл Хьюберт Хьюз  (англ. Michael Hubert Hughes; род. 1956, штат Мичиган) — американский серийный убийца, совершивший серию из как минимум 7 убийств  на территории  района Лос-Анджелеса под названием «Южный Лос-Анджелес» в период с 1986 по 1993 годы. В 1993 году Хьюз был арестован по обвинению в четырех убийствах и в 1998 году был приговорен к пожизненному лишению свободы. Позже причастность Хьюза к совершению еще ряда убийств была доказана на основании результатов ДНК-экспертизы. Хьюз подозревался в совершении еще нескольких убийств. Настоящее количество жертв Хьюза неизвестно, так как на протяжении 1980-х и 1990-х годов в Южном Лос-Анджелесе было убито более 100 женщин и действовали сразу 6 серийных убийц.

## Биография
Майкл Хьюз родился в 1956 году на территории штата Мичиган. Вырос в социально-неблагополучной обстановке. В раннем детстве пережил смерть двух младших братьев. Его мать страдала психическим расстройством, вела маргинальный образ жизни и проявляла насилие по отношению к Майклу, благодаря чему Хьюз рано начал употреблять алкогольные напитки и проявлять признаки антисоциальности. В начале 1970-х Хьюз вместе со своей сестрой и матерью переехал в штат Калифорния, после чего в 1974 году завербовался в армию США. Он был зачислен в Военно-морской флот и в течение следующих нескольких лет проходил службу на территории штатов Мичиган, Калифорния и Мэриленд.
После увольнения из армии Хьюз остался в штате Калифорния, где в разные годы проживал в Сан-Диего и разных районах города Лос-Анджелес. Он злоупотреблял наркотическими веществами, вследствие чего много времени проводил в обществе сутенеров и проституток и неоднократно привлекался к уголовной ответственности за совершение краж, сексуальных и насильственных преступлений, а также имел проблемы с трудоустройством и трудовой дисциплиной, в связи с этим в течение многих лет, вплоть до своего ареста и разоблачения, сменил несколько профессий.

## Разоблачение
Майкл Хьюз был арестован в декабре 1993 года в городе Калвер-Сити по подозрению в убийстве 26-летней Терезы Баллард, 38-летней Бренды Брэдли, 33-летней Терри Миллс и 29-летней Джейми Харрингтон. Все жертвы были убиты в период с 23 сентября 1992 года по 14 ноября 1993 года. Тела всех жертв после удушения Хьюз сбросил в центре Калвер-сити, придав им унизительные позы. В ходе расследования убийств появились свидетели убийства Терезы Баллард, которые заявили, что незадолго до пропажи и смерти девушки — видели ее разговаривающей с Майклом Хьюзом в городе Гарден-Гров, где на тот момент проживал Хьюз. Другой свидетель, состоявший в знакомстве с подозреваемым, заявил полиции, что опознал Хьюза в тот момент, когда он перевозил труп Харрингтон с помощью покупательской тележки для последующего сброса. После ареста Хьюза в его апартаментах были найдены улики, изобличающие его в совершении убийств, на основании чего ему были предъявлены обвинения.
Судебный процесс над Хьюзом растянулся на несколько лет. В 1998 году он был признан виновным и получил в качестве наказания пожизненное лишение свободы без права на условно-досрочное освобождение. В июне 2008 года Хьюзу были предъявлены обвинения еще в четырех убийствах на основании результатов ДНК-экспертизы. Ему были предъявлены обвинения в убийстве 15-летней Ивонн Коулмен, 15-ней Верны Уильямс, 30-ней Дианны Уилсон и 32-ней Деборы Джексон. Все девушки были убиты в Южном Лос-Анджелесе в период с 1986 по 1993 годы. В ноябре 2011 года, в ходе нового судебного разбирательства Майкл Хьюз был признан виновным в совершении убийств Ивонн Коулмен, Верны Уильямс и Деборы Джексон и в июне 2012 года был приговорен к смертной казни. В случае с убийством Дианны Уилсон Хьюз был оправдан. По состоянию на 2019 год, 63-летний Майкл Хьюз продолжает дожидаться исполнения своего приговора в камере смертников тюрьмы Сан-Квентин